# Забайкальський
Забайка́льський (рос. Забайкальский) — селище у складі Читинського району Забайкальського краю, Росія. Входить до складу Смоленського сільського поселення.

## Населення
Населення — 280 осіб (2010; 224 у 2002).
Національний склад (станом на 2002 рік):
- росіяни — 94 %